# Underdogs (canção)
"Underdogs" é uma canção da banda britânica de rock Manic Street Preachers, lançada em março de 2007 como o primeiro single do álbum Send Away the Tigers, lançado no mesmo ano.
A música foi lançada para download digital e em vinil, numa edição limitada de mil cópias. O videoclipe, lançado no site do Manic Street Preachers, mescla imagens da banda com gravações feitas por fãs.

## Ficha técnica
Banda
- James Dean Bradfield - vocais, guitarra
- Nicky Wire - baixo
- Sean Moore - bateria

Outros músicos
- Dave Eringa - produção musical